# Taillefontaine
Taillefontaine ist eine französische Gemeinde mit 262 Einwohnern (Stand: 1. Januar 2022) im Département Aisne in der Region Hauts-de-France (frühere Region: Picardie). Sie gehört zum Arrondissement Soissons, zum Kanton Villers-Cotterêts und zum Gemeindeverband Retz en Valois.

## Geographie
Die Gemeinde Taillefontaine liegt am Flüsschen Vandy, das hier noch Ru de Sainte-Clotilde genannt wird und der Aisne zuströmt. Taillefontaine umfasst die Ortsteile Thimet sowie Marival und liegt 23 Kilometer südwestlich von Soissons. Nachbargemeinden von Taillefontaine sind Mortefontaine im Norden, Vivières im Osten, Haramont im Süden sowie Retheuil im Westen.

## Bevölkerungsentwicklung
| Jahr      | 1962 | 1968 | 1975 | 1982 | 1990 | 1999 | 2007 | 2018 |
| Einwohner | 346  | 320  | 281  | 255  | 270  | 287  | 274  | 277  |

## Sehenswürdigkeiten
- Kirche Notre-Dame aus dem 11., 12. und 16. Jahrhundert, 1912 als Monument historique klassifiziert[1]
- Gedenkstein der Flieger (Mémorial des aviateurs)
- Wasserturm
- Lavoir

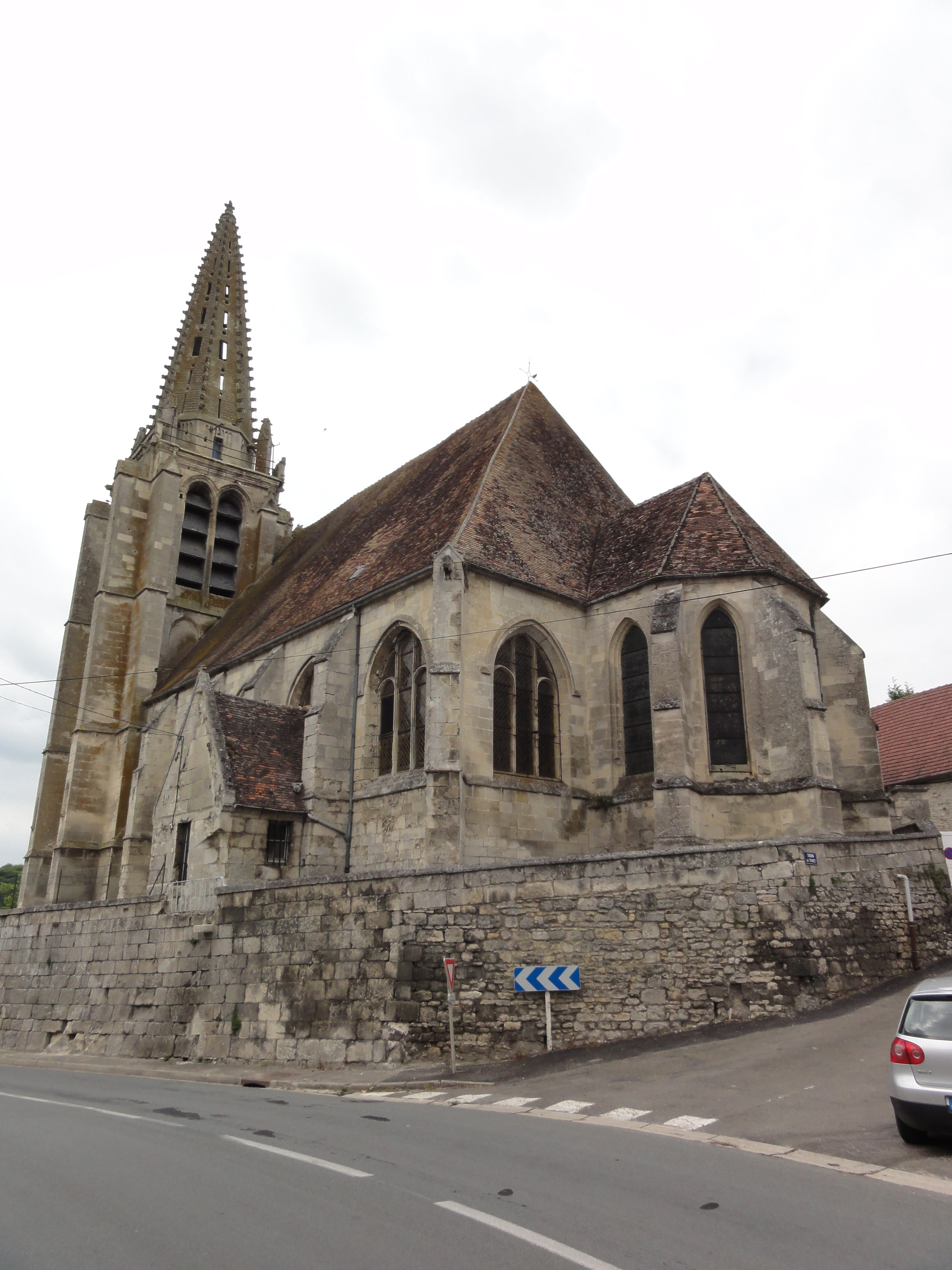
Kirche Notre-Dame
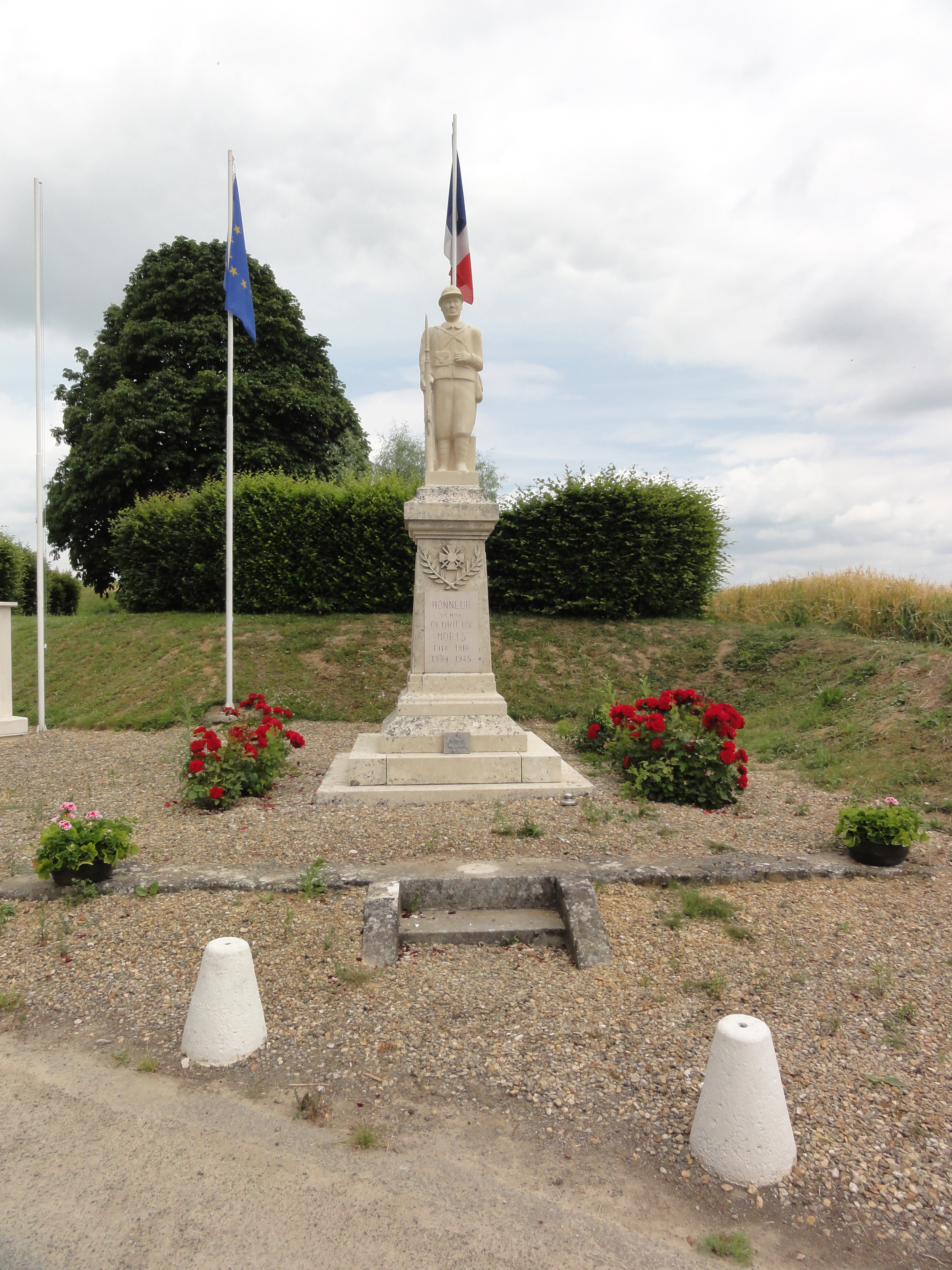
Gefallenendenkmal
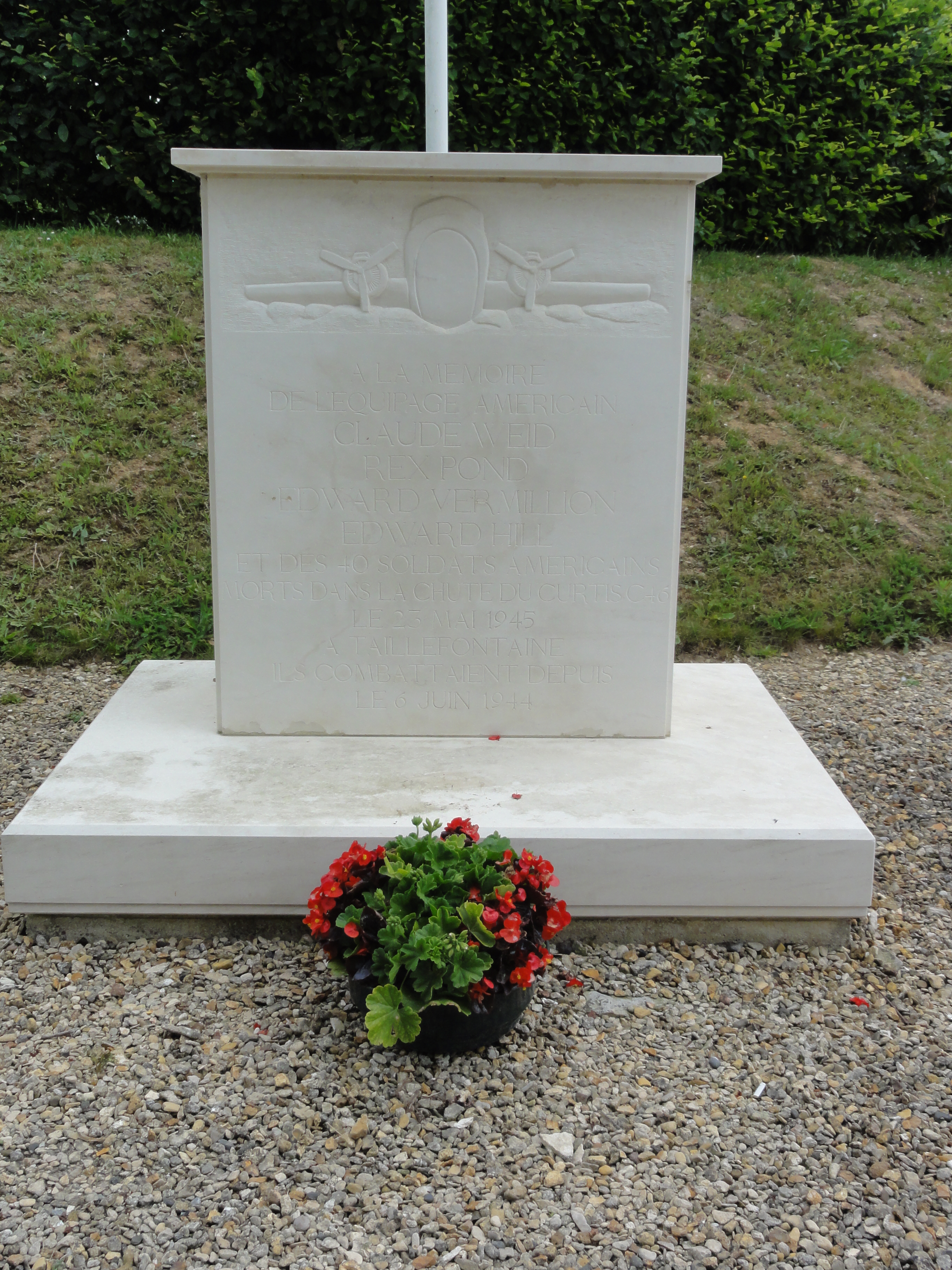
Gedenkstein der Flieger

## Belege
1. ↑  Eintrag Nr. PA00115955 in der Base Mérimée des französischen Kulturministeriums (französisch)